# Миранда, Хуан
Хуа́н Мира́нда Гонса́лес (исп. Juan Miranda González; род. 19 января 2000, Оливарес, Андалусия) — испанский футболист, защитник клуба «Болонья» и сборной Испании. Олимпийский чемпион 2024 года, серебряный призёр Олимпийских игр 2020 года.

## Клубная карьера
Хуан начинал свою карьеру в академии севильского «Бетиса». В 2014 году четырнадцатилетний Хуан присоединился к системе именитой «Барселоны». 19 августа 2017 года он дебютировал за резервную команду в матче Сегунды с клубом «Реал Вальядолид» (2:1). В сезоне 2017/18 Миранда в составе «Барселоны» выиграл юношескую лигу УЕФА.
31 октября 2018 года Миранда дебютировал за первую команду «Барселоны», выйдя в основном составе на гостевой матч Кубка Испании с клубом «Культураль Леонеса» (1:0). 11 декабря он дебютировал в Лиге чемпионов в домашнем матче группового этапа с английским клубом «Тоттенхэм Хотспур» (1:1).
30 августа 2019 года Миранда отправился в аренду на два года в немецкий клуб «Шальке 04».
2 июня 2021 года по истечении аренды в «Реал Бетис» подписал с клубом полноценный контракт.

## Карьера в сборной
В 2017 году Хуан был вызван главным тренером юношеской сборной Испании Санти Денией на юношеский чемпионат Европы (до 17 лет) в Хорватии. На турнире он провёл пять встреч (встречу с турками игрок провёл на скамейке запасных) и стал чемпионом Европы. В том же году в составе юношеской сборной Миранда также принял участие в шести матчах чемпионата мира, где испанцы в финале проиграли англичанам.
В 2019 году Миранда был включён в состав сборной Испании (до 19 лет) на юношеский чемпионат Европы. Хуан сыграл во всех пяти матчах и забил два мяча, а сборная Испании стала победителем турнира.
30 августа 2019 года Миранда впервые был вызван в расположение молодёжной сборной Испании.

## Достижения

### Командные
«Барселона»
- Обладатель Суперкубка Испании: 2018
- Победитель Юношеской лиги УЕФА: 2017/18

«Реал Бетис»
- Обладатель Кубка Испании: 2021/22

«Болонья»
- Обладатель Кубка Италии: 2024/25

Сборная Испании 
- Чемпион юношеского чемпионата Европы (до 17 лет): 2017
- Чемпион юношеского чемпионата Европы (до 19 лет): 2019